# Chinana
Chinana is een geslacht van halfvleugeligen uit de familie schuimcicaden (Cercopidae). De wetenschappelijke naam van dit geslacht is voor het eerst geldig gepubliceerd in 1927 door Lallemand.

## Soorten
Het geslacht Chinana  is monotypisch en omvat slechts de volgende soort:
- Chinana argentina Lallemand, 1927